# Leviatán (revista)
Leviatán fue una revista política de ideología socialista editada en Madrid entre mayo de 1934 y julio de 1936, durante la Segunda República Española.

## Historia
Se empezó a publicar en mayo de 1934. Difusora de ideas del socialismo, fue dirigida por Luis Araquistáin; el estallido de la Guerra Civil puso punto final a la publicación. Cercana a posiciones caballeristas, y en general, a los sectores más izquierdistas y revolucionarios del socialismo durante la Segunda República, a lo largo de su recorrido la revista experimentó una radicalización en su contenido.
Considerada una de las más importantes publicaciones marxistas de España, desde sus páginas se dirigieron críticas a Besteiro y Ortega y Gasset. Cesó su publicación en julio de 1936. Años más tarde el propio Araquistáin recordaría negativamente su paso por la revista. En 1976 fue publicada por la editorial Turner una selección de textos de la revista, prologada por Paul Preston, y relanzada por Amelia Valcárcel en 1978.